# Aurelia von Regensburg

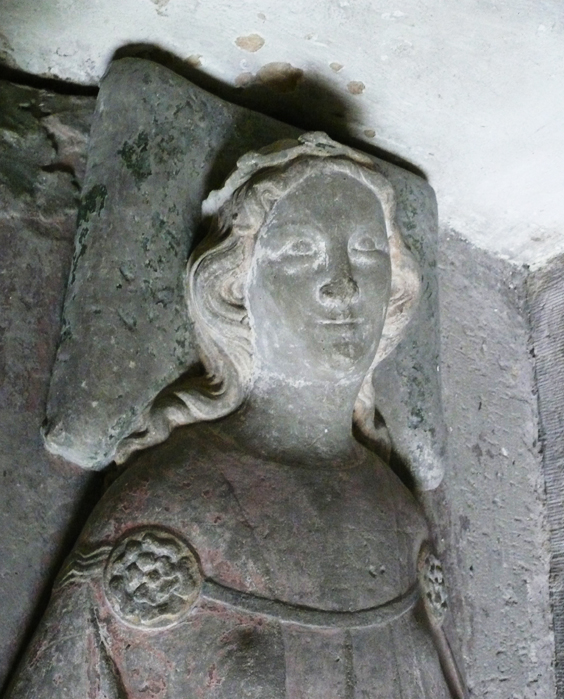

Aurelia von Regensburg († 15. Oktober 1027) war mehr als 50 Jahre lang eine Reklusin beim Benediktinerkloster St. Emmeram bei Regensburg. Sie wird in der römisch-katholischen Kirche als Heilige verehrt. Der Legende nach war sie die Tochter des französischen Königs Hugo Capet.
Aurelia soll sich bei einer Christenverfolgung durch Heiden dieser entzogen haben und von Fußach nach Lindau „auf Burg“ geflüchtet sein. An dieser Stelle entstand später die Aureliakapelle.
Ihre Gebeine sollen sich in einem erst 1330 errichteten Hochgrab in der Klosterkirche von St. Emmeram befinden. Dort hatte man zuvor einen römischen Grabstein mit ihrem Namen entdeckt.
Ihr Gedenktag ist der 15. Oktober, der Tag ihres Todes.